# Falcon (família de foguetes)

Da esquerda para a direita: Falcon 1, Falcon 9 v1.0, Falcon 9 v1.1, Falcon 9 v1.2, Falcon 9 Block 5 e Falcon Heavy.

A família de foguetes Falcon, é um conjunto de foguetes desenvolvidos e operados pela empresa americana SpaceX.

## Historia
Os foguetes Falcon são foguetes de dois estágios que foram concebidos para chegar ser reutilizáveis em algum momento de seu desenvolvimento. Os lançamentos do primeiro foguete da família, o Falcon 1, começaram em 2006, enquanto os voos do Falcon 9, uma versão mais potente, começaram em 2010.

## Versões

### Inativo
- Falcon 1
- Falcon 1e
- Falcon 9 v1.0
- Falcon 9 v1.1

### Ativo
- Falcon 9 Full Thrust
- Falcon Heavy

### Cancelado
- Falcon 5
- Falcon 9 Air